# 新内真衣
新內真衣（日语：／ Shinuchi Mai */?，1992年1月22日—）是日本女藝人、電台主持人，為女子偶像團體乃木坂46前成員，埼玉縣朝霞市出身，所屬經紀公司為cent. FORCE。現為時尚雜誌《andGIRL》常規模特兒，曾為網絡媒體《Oggi.jp》常規模特兒。2013年以乃木坂46二期生身分出道，隔年又進入一般企業任職至2018年3月，是乃木坂46唯一曾身兼女白領（OL）工作的成員。2022年2月10日自乃木坂46畢業，目前活躍於綜藝節目上。

## 經歷
就讀小學時，曾練習過鋼琴、游泳、英語會話和現代芭蕾舞。升讀中學後，曾加入羽毛球社，並獲得居住城市校際羽毛球比賽團體第1名。就讀高中時，《Seventeen》雜誌編採部招募讀者模特兒，使她對模特兒這個行業產生興趣，於是便參加該雜誌的專屬模特兒選拔，一直到最終選拔時才被淘汰。其後升讀大學就讀工商管理學系，期間她沒有參與學生社團，但有從事打工，亦曾擔任所屬大學的學園祭副執行委員長。大學3年級時，新內打算成為系統集成員，因而想找IT產業的工作。她在尋找工作期間，從日本索尼音樂網站得悉乃木坂46招募二期生，決定報名參加徵選。
2013年3月28日，新內通過乃木坂46二期生的徵選。與此同時，她亦獲應徵首選的企業內定，於是她被建議同時兼任女白領（OL）和偶像。5月4日，於赤坂ACT劇場舉行的舞台劇《16人的主角deux》東京公演中首次亮相。7月1日，以研究生身份在乃木坂46官方博客發表其首篇文章。8月14日，在幕張展覽館舉行的《Girls' Rule》全國握手會中，首次在粉絲面前演唱歌曲。
2014年3月2日，在乃木坂46第7首單曲《髮夾》的個別握手會中獲升格為正式成員。同日，開通了個人的乃木坂46官方博客。並在第8首單曲《察覺時已是單戀》發行時成為Under成員。之後在同月27日從大學畢業，亦是乃木坂46首位取得學位的成員。4月1日，開始在日本放送的關係企業L FACTORY（現Mixzone）任職，當時亦舉辦了入職儀式。新內雖然每週5天都在日本放送的行政部門從事公司的會計和行政工作，仍繼續以乃木坂46的一員從事演藝工作、並參與團內的訓練課程。10月，新內獲任命為期間限定的「乃木坂46咖啡室」經理。
2015年3月22日，新內成為bayfm節目《OL兼任偶像 新內真衣的Maichun咖啡廳》的主持人。7月22日，在乃木坂46第12首單曲《太陽敲敲門》中首次成為選拔成員。
2016年4月，開始於每週三深夜（週四3:00－4:30）在日本放送主持冠名直播節目《乃木坂46 新內真衣的All Night Nippon 0(ZERO)》，成為歷史悠久的《All Night Nippon》系列節目的主持人之一。11月14日，獲埼玉縣知事上田清司任命，成為埼玉縣宣傳大使「埼玉應援團」（小紫鸽俱樂部）的成員之一。10月17日，新內在乃木坂46的第16張單曲《再見的意義》中，事隔兩年後重返選拔
2017年11月15日，發行個人第一本寫真集《你在哪裡？》，於東京的辦公室與泰國曼谷和蘇美島拍攝，以1.5萬銷量取得Oricon公信榜書籍週榜寫真集部門第一位，綜合部門則是第九位。
2018年3月29日，於《乃木坂46 新內真衣的All Night Nippon 0(ZERO)》中，宣布由於偶像方面的工作日漸增加，加上任職的公司即將整併，在3月底從任職的公司辭職，從OL身分「畢業」，專職於演藝工作。
2019年3月7日，宣布將擔任時尚雜誌《andGIRL》與線上時尚媒體《Oggi.jp》的常規模特兒；《andGIRL》從3月12日發售的4月起登場，《Oggi.jp》則從4月下旬起登場。3月13日，日本放送公布新年度《All Night Nippon》的主持名單，乃木坂46將自4月起擔任星期三時段（週四1:00－3:00）的節目主持，而新內身為乃木坂46成員，從原本的週三深夜時段「升格」為該時段的主要主持人。4月3日，前述的節目《乃木坂46的All Night Nippon》開始播出（《乃木坂46 新內真衣的All Night Nippon 0(ZERO)》3月28日結束）。
2020年11月1日，開設個人Instagram帳號。
2021年11月18日，於《乃木坂46的All Night Nippon》中宣布畢業，畢業時間預定於2022年1月底。12月15日發行的乃木坂46首張精選輯《Time flies》，其中包含了新內的第一首獨唱曲《來自你的畢業》（あなたからの卒業）。
2022年1月22日，新內迎接30歳生日，同時為乃木坂46首位30代的成員。1月25日，發行個人第二本寫真集《黎明時分》，於東京有樂町和石川縣金澤市拍攝，以2.5萬銷量取得Oricon公信榜書籍週榜寫真集部門及綜合部門第一位。2月9日，最後一次出演《乃木坂46的All Night Nippon》。2月10日，在東京國際論壇A廳舉行畢業典禮，正式從乃木坂46畢業。2月17日，新內自乃木坂46時代所屬的乃木坂46合同會社，移籍至以培育女子播報員著稱的cent. FORCE。3月9日播出的《無處不在奧黛麗》（東京電視台），為新內畢業後後首次出演電視節目，並與搞笑組合奧黛麗的若林正恭、春日俊彰和再次來到節目的初夏的優香談到了乃木坂46時期的經歷。3月31日，新內位於乃木坂46官方網站內的個人部落格正式關閉。4月9日，自擔任約三年的網絡媒體《Oggi.jp》常規模特兒畢業。11月30日，擔任了家鄉埼玉縣朝霞市朝霞警察署的一日警察署長。
2023年5月4日，開設個人的官方粉絲俱樂部「Maileage」。

## 人物
新內的暱稱是「Maichun」（まいちゅん）和「Maimai」（まいまい），並曾入選女性雜誌《an·an》1955期乃木坂46成員的美腿選拔。她喜歡的乃木坂46歌曲包括《你就是希望》、《羽毛的記憶》和《那一天 我隨口說了一個謊言》，亦喜歡《夏天的Free&Easy》、《當出生時》和《慢慢恢復中》的音樂影片。
2016年6月16日，深川麻衣從乃木坂46畢業後，新內取而代之成為乃木坂46全團最年長的成員，與排名第2、3年長的白石麻衣與松村沙友理差距約7個月。由於在團內成員中年齡偏大，因此有時會被年少成員冠上「老太婆」（ババア）之類的戲稱。另外，自己有時亦會以「2推之女」（2推しの女）自嘲，意為「（乃木坂46）團內第二受支持的成員」。

## 音樂作品
- 標註「★」符號表示該首歌曲有拍攝MV。

### 單曲
乃木坂46
|      | 發行日期       | 單曲名稱              | 參與歌曲名稱              | MV | 備註     |
| ---- | -------------- | --------------------- | ------------------------- | -- | -------- |
| 8th  | 2014年4月2日   | 察覺時已是單戀        | 當出生時                  | ★  | 出道作品 |
| 9th  | 2014年7月9日   | 夏天的Free&Easy       | 在這裡的理由              | ★  |          |
| 10th | 2014年10月8日  | 第幾次的藍天？        | 那一天 我隨口說了一個謊言 | ★  |          |
| 11th | 2015年3月18日  | 生命如此美好          | 也許你沒有遇上我會更好吧  | ★  |          |
| 12th | 2015年7月22日  | 太陽敲敲門            | 太陽敲敲門                | ★  | 選拔     |
| 12th | 2015年7月22日  | 太陽敲敲門            | 羽毛的記憶                |    |          |
| 13th | 2015年10月28日 | 此刻，想說話的對象    | 嫉妒的權利                | ★  |          |
| 14th | 2016年3月23日  | 當春紫苑盛開時        | 不等號                    | ★  |          |
| 15th | 2016年7月27日  | 赤腳Summer            | 秘密塗鴉                  | ★  |          |
| 16th | 2016年11月9日  | 再見的意義            | 再見的意義                | ★  | 選拔     |
| 16th | 2016年11月9日  | 再見的意義            | 孤獨的藍天                |    |          |
| 17th | 2017年3月22日  | 大影響家              | 大影響家                  | ★  | 選拔     |
| 18th | 2017年8月9日   | 蜃景                  | 蜃景                      | ★  | 選拔     |
| 18th | 2017年8月9日   | 蜃景                  | 女人無法獨自入眠          | ★  |          |
| 18th | 2017年8月9日   | 蜃景                  | 漫長夏日…                 |    |          |
| 18th | 2017年8月9日   | 蜃景                  | 能盡情哭泣不是很好嗎？    |    |          |
| 18th | 2017年8月9日   | 蜃景                  | 現場之神                  | ★  |          |
| 19th | 2017年10月11日 | 及時行事              | 及時行事                  | ★  | 選拔     |
| 19th | 2017年10月11日 | 及時行事              | 失眠症                    |    |          |
| 20th | 2018年4月25日  | 同步巧合              | 同步巧合                  | ★  | 選拔     |
| 20th | 2018年4月25日  | 同步巧合              | 星探                      | ★  |          |
| 21st | 2018年8月8日   | 以自我為中心！        | 以自我為中心              | ★  | 選拔     |
| 21st | 2018年8月8日   | 以自我為中心！        | 空扉                      | ★  |          |
| 21st | 2018年8月8日   | 以自我為中心！        | 我喜歡過你，但是…         |    |          |
| 22nd | 2018年11月14日 | 想繞遠路回家          | 想繞遠路回家              | ★  | 選拔     |
| 23rd | 2019年5月29日  | Sing Out!             | Sing Out!                 | ★  | 選拔     |
| 24th | 2019年9月4日   | 黎明來臨前無須逞強    | 黎明來臨前無須逞強        | ★  | 選拔     |
| 24th | 2019年9月4日   | 黎明來臨前無須逞強    | 你，認識我嗎？            |    |          |
| 24th | 2019年9月4日   | 黎明來臨前無須逞強    | 我的信念                  |    |          |
| 25th | 2020年3月25日  | 幸福的保護色          | 幸福的保護色              | ★  | 選拔     |
| 25th | 2020年3月25日  | 幸福的保護色          | Anastasia                 | ★  |          |
| 26th | 2021年1月27日  | 我會喜歡上自己的      | 我會喜歡上自己的          | ★  | 選拔     |
| 26th | 2021年1月27日  | 我會喜歡上自己的      | 有明天的理由              |    |          |
| 26th | 2021年1月27日  | 我會喜歡上自己的      | Wilderness world          | ★  |          |
| 27th | 2021年06月9日  | 對不起Fingers crossed | 對不起Fingers crossed     | ★  | 選拔     |
| 27th | 2021年06月9日  | 對不起Fingers crossed | 一切都是一場夢            | ★  |          |
| 28th | 2021年09月22日 | 被你罵了              | 被你罵了                  | ★  | 選拔     |
| 28th | 2021年09月22日 | 被你罵了              | 熟悉的陌生人              |    |          |

1. ↑  站位依據官方MV及演唱會正式呈現為參考依據

其他
| 發行日期                                    | 單曲名稱       | 參與歌曲名稱 | MV | 備註         |
| ------------------------------------------- | -------------- | ------------ | -- | ------------ |
| 2020年6月17日（日本） 2020年6月24日（海外） | 世界中的鄰居啊 | —            | ★  | 下載限定歌曲 |
| 2020年7月24日                               | Route 246      | —            | ★  | 下載限定歌曲 |

### 專輯
乃木坂46
|        | 發行日期       | 專輯名稱         | 參與歌曲名稱     | 備註   |
| ------ | -------------- | ---------------- | ---------------- | ------ |
| 01st   | 2015年01月07日 | 透明色           | 自由的彼方       |        |
| 02nd   | 2016年05月25日 | 屬於我們的位子   | 刨冰的單戀       |        |
| 03rd   | 2017年05月24日 | 最初的夢想       | 跳傘             |        |
| 03rd   | 2017年05月24日 | 最初的夢想       | 指定溫度         |        |
| 04rd   | 2019年04月17日 | 直到此刻化成回憶 | 毫無特色的戀愛   |        |
| 04rd   | 2019年04月17日 | 直到此刻化成回憶 | 無法托著腮入睡   |        |
| 04rd   | 2019年04月17日 | 直到此刻化成回憶 | 即刻〜殘美傳説〜 |        |
| 精選輯 | 2021年12月15日 | Time flies       | 最後的Tight Hug  | 主打曲 |
| 精選輯 | 2021年12月15日 | Time flies       | Hard to say      |        |
| 精選輯 | 2021年12月15日 | Time flies       | 來自你的畢業     | 獨唱曲 |

## 演出

### 電視劇
- 初森BEMARS 第6話、最終話（初森ベマーズ；2015年8月15日、9月26日，東京電視台）：飾演 希望（のぞみ）[71]
- 殘美（；2019年1月24日－3月28日，日本電視台）：飾演 美女[72]

### 電影
- 因尾爱情。（尾かしら付き。；2023年8月18日上映）：飾演 樋山志穗[73]

### 電視節目
- 熱響之時「All Night Nippon50年的系譜」〜All Night Nippon50週年特別企劃〜（熱響の時「オールナイトニッポン50年の系譜」〜オールナイトニッポン50周年特別企画〜；2017年11月12日，BS富士）- 主持人[74]
- DigiSeri（デジセリ；2022年3月17日，日本電視台）- 旁白[75]
- 爆笑問題×神田伯山的刺中規則！（；2022年4月5日－2023年9月20日，朝日電視台）- 助理[76]
- 百萬富翁買家俱樂部（ミリオネア・バイヤーズクラブ；2022年12月29日，TBS）- 助理[77]
- 目標！切割職人（；2023年10月6日－2024年9月26日，朝日電視台）- 主持人[註 5][78][79]

### 舞台劇
- 每隻狗都上天堂（日语：すべての犬は天国へ行く）（；2015年10月1日－12日，東京AiiA劇場（日语：アイアシアタートーキョー））：飾演 凯瑟琳（送报的女孩）[80]
- 女子落語貳〜跳躍時空蕎麥麵〜（じょしらく弐 〜時かけそば〜；2016年5月17日－18日、20日－22日，東京AiiA劇場）：飾演 暗落亭苦來[81][82]
- 墳場，女高中生（墓場、女子高生；2016年10月14日－22日，東京巨蛋城 THEATRE G-ROSSO（日语：シアターGロッソ））：飾演 宾泽（ビンゼ）[83]
- 薙刀社青春日記（あさひなぐ；2017年5月20日－30日，東京：EX THEATER ROPPONGI／6月2日－5日，大阪：森之宮Piloti Hall／6月9日一11日，名古屋：愛知縣藝術劇場）：飾演 紺野櫻[84]
- 續・穿越時空的少女（続・時をかける少女；2018年2月7日－14日，東京：東京環球劇場／2月17日，大阪：森之宮Piloti Hall／2月20日，高知：高知縣立縣民文化會堂）：飾演 玲子[85][86]
- 熱海殺人事件（紀伊國屋Hall）：飾演 水原朋子
  - 熱海殺人事件 Last Legend ～旋律的Double Standby～（熱海殺人事件 ラストレジェンド 〜旋律のダブルスタンバイ〜；2021年1月14日－31日，改裝前最後公演）[註 6][87][88]
  - 新・熱海殺人事件 Last Spring（新・熱海殺人事件 ラストスプリング；2022年3月31日－4月3日）[89][90]
  - 熱海殺人事件 Battle Royale 50’s（熱海殺人事件 バトルロイヤル50’s；2023年8月4日－20日）[91]
  - 熱海連続殺人事件 Standard（2024年7月5日－22日）[92]
- All Night Nippon 55周年紀念公演「我還記得那個夜晚」（オールナイトニッポン55周年記念公演「あの夜を覚えてる」；2022年3月20日－27日，線上劇場「ZA」）- 聲音出演[93]
- 超級澡堂LIVE「Yuran Rouge～笑聲源泉持續湧出！～」（スーパー銭湯LIVE「ユーラン・ルージュ〜笑いの源泉かけ流し！〜」；2022年6月3日－4日，有樂町讀賣表演廳）：飾演 錢湯老闆的女兒（主演）[註 7][94]
- ON AIR ～把這聲音傳給你～（ON AIR 〜この音をキミに〜；2022年7月28日－8月7日，東京：新國立劇場 小劇場／8月3日－4日，京都：京都劇場）：飾演 谷山茜[95]

### 電台節目
- OL兼任偶像 新內真衣的Maichun咖啡廳（OL兼任アイドル 新内眞衣のまいちゅんカフェ；2015年4月1日－2016年3月30日，bayfm）- 主持人[96]
- 乃木坂46 新內真衣的All Night Nippon 0(ZERO)（日语：乃木坂46 新内眞衣のオールナイトニッポン0(ZERO)）（；2016年3月31日－2019年3月28日，日本放送）- 主持人[97]
- 乃木坂46 新內真衣的All Night Nippon R（日语：オールナイトニッポンR）（2016年12月24日，日本放送）[98]
- 乃木坂46的All Night Nippon（乃木坂46のオールナイトニッポン；2019年4月4日－2022年2月10日，日本放送）- 主要主持人[99]
- 土田晃之 週日的肚臍（日语：土田晃之 日曜のへそ）（；2022年4月10日－播出中，日本放送）- 助理主持，使用「搭檔」（パートナー）頭銜[100]
- SDGs MAGAZINE（2022年4月10日－播出中，日本放送）- 主持人[101]
- 新內真衣與週六溫柔的夜晚（新内眞衣と土曜日のやさしい夜；2022年5月28日，日本放送）- 主持人[102]
- 在新內真衣的RADIO乾杯！（新内眞衣のラジオで乾杯！；2022年8月8日，日本放送）- 主持人[103]
- 新內真衣的All Night Nippon Premium（；2023年1月14日，日本放送）- 主持人[104][105]
- 新內眞衣的感謝光臨（新内眞衣のまいどあり；2024年8月6日－播出中，PODCAST）- 主持人[106]

### 配音
- 怪奇物語 第四季（2022年）- 日語配音[107]

### 網絡媒體
- Oggi.jp（2019年4月－2022年4月，小學館）- 常規模特兒[40]
- 埼玉縣「因終止銷售收入證紙而開始無現金支付」宣傳影片（2023年8月－）[108][109]
- 埼玉縣 2024年日本眾議院議員總選舉 教育影片（2024年10月16日－）[110]

### 活動
- GirlsAward
  - GirlsAward 2018 SPRING／SUMMER（2018年5月19日，幕張展覽館）[111]
  - Rakuten GirlsAward 2019 SPRING／SUMMER（2019年5月18日，幕張展覽館）[112]
  - GirlsAward 2019 AUTUMN／WINTER（2019年9月28日，幕張展覽館）[113]
- 東京女孩展演
  - 第28回 Mynavi Tokyo Girls Collection 2019 SPRING／SUMMER（2019年3月30日，橫濱體育館）[114]
  - 第30回 Mynavi Tokyo Girls Collection 2020 SPRING／SUMMER（2020年2月29日，國立代代木競技場第一體育館）[115]
- 札幌Collection 2019 Presented by BitStar（2019年4月27日，北海道立綜合體育中心）[116]
- 埼玉西武獅 對 千葉羅德海洋 開球儀式（2018年9月8日，大都會人壽巨蛋）[117]
- 第7回桃色歌合戰（2023年12月31日，橫濱體育館）[118]

## 書籍

### 寫真集
- 季刊 乃木坂 vol.2 初夏（2014年6月12日，東京新聞通信社）[10]
- 你在哪裡？（どこにいるの?；2017年11月15日，光文社）[119][120]
- 黎明時分（夜が明けたら；2022年1月25日，小學館）[121][53]

### 雜誌連載
- andGIRL（2019年3月12日－，M-ON! Entertainment）- 常規模特兒[40]

## 備註
1. ↑  比賽只有3所學校參加[9]。
2. ↑  新內曾在快餐店、家庭餐廳和便利店工作[10]。
3. ↑  此處的「內定」指大學生在畢業前與企業訂立勞動契約，約定在畢業後進入該企業工作，以保障在畢業後立即就業，是日本求職市場中常見的召聘方式。
4. ↑  「Maimai」是新內在學時的暱稱[66]。在乃木坂46團內，該暱稱係由深川麻衣專用。
5. ↑  與寺川俊平共同主持。
6. ↑  與愛原實花為雙重角色。
7. ↑  與田村心雙主演。

## 外部連結
- 新內真衣官方粉絲俱樂部（日語）
- 經紀公司個人介紹頁（日語）
- 新内真衣的Instagram帳戶（2020年11月1日－）（日語）
- 新內真衣的Threads帳戶 （页面存档备份，存于）（2023年7月6日－）（日語）

乃木坂46時期
- 乃木坂46個人介紹頁（日語）
- 新內真衣 官方部落格 - 乃木坂46官方網站（2014年3月3日－2022年3月31日）（日語）
- 新內真衣 官方755（2014年11月1日－2022年2月10日）（日語）
- 新內真衣1st寫真集【公式】的X（前Twitter）（日語）
- 新內真衣1st寫真集【公式】的Instagram帳戶（日語）
- 乃木坂46新內真衣2nd寫真集《黎明時分》【公式】的Instagram帳戶（2021年11月23日－）（日語）
- 乃木坂46新內真衣畢業記念2nd寫真集《黎明時分》【公式】的X（前Twitter）（2021年11月23日－）（日語）
- 新內 真衣（乃木坂46）的SHOWROOM專頁（页面存档备份，存于）（日語）